# Tsaagan
A Tsaagan (kiejtése: cagán) a dromaeosaurida dinoszauruszok egyik neme, melyet Mongóliában, a késő kréta kori Djadokhta-formációban fedeztek fel. Ez a réteg körülbelül 75 millió évvel ezelőtt keletkezett, tehát ez a dinoszaurusz is ekkortájt élhetett.

## Leírása
A Velociraptorinae alcsaládba (az újabb kutatások cáfolják ezt) tartozó Tsaagan egy jó minőségben megőrződött koponya, egy vállöv és 10 darab nyakcsigolya alapján vált ismertté. A típuspéldányt, amely az IGM 100/1015 raktárszámot kapta, már 1996-tól ismerték, de akkor még a Velociraptorok közé sorolták. 1998 májusában egy komputertomográfiai vizsgálat következtében jöttek rá a kutatók, hogy valójában egy új, addig még ismeretlen dinoszaurusz nemről van szó. Ennek ellenére a hivatalos leírására csak 2006 decemberében került sor; a leírást és megnevezést Mark Norell és kutatótársai készítették el.
A Tsaagan élőhelyén olyan állatok éltek, mint a Protoceratops, a Shuvuuia, a kistestű emlősök közé tartozó Zalambdalestes, a multituberculata Kryptobaatar, valamint több gyík és két, még leírásra váró troodontida és dromaeosaurida.
Egyetlen ismert faja, a Tsaagan mangas nevének jelentése 'fehér szörnyeteg', a mongol цагаан мангас szavakból, bár a nem neve a Tsagaan ('fehér') hibás alakja; a helyes leírt alakja ennek a mongol szónak „Tsagaan” (kiejtése: cagán).
2010-ben Gregory S. Paul amerikai kutató a vizsgálatai után körülbelül 2 méter hosszúra és 15 kilogramm testtömegűre becsülte az állatot.

## Képek

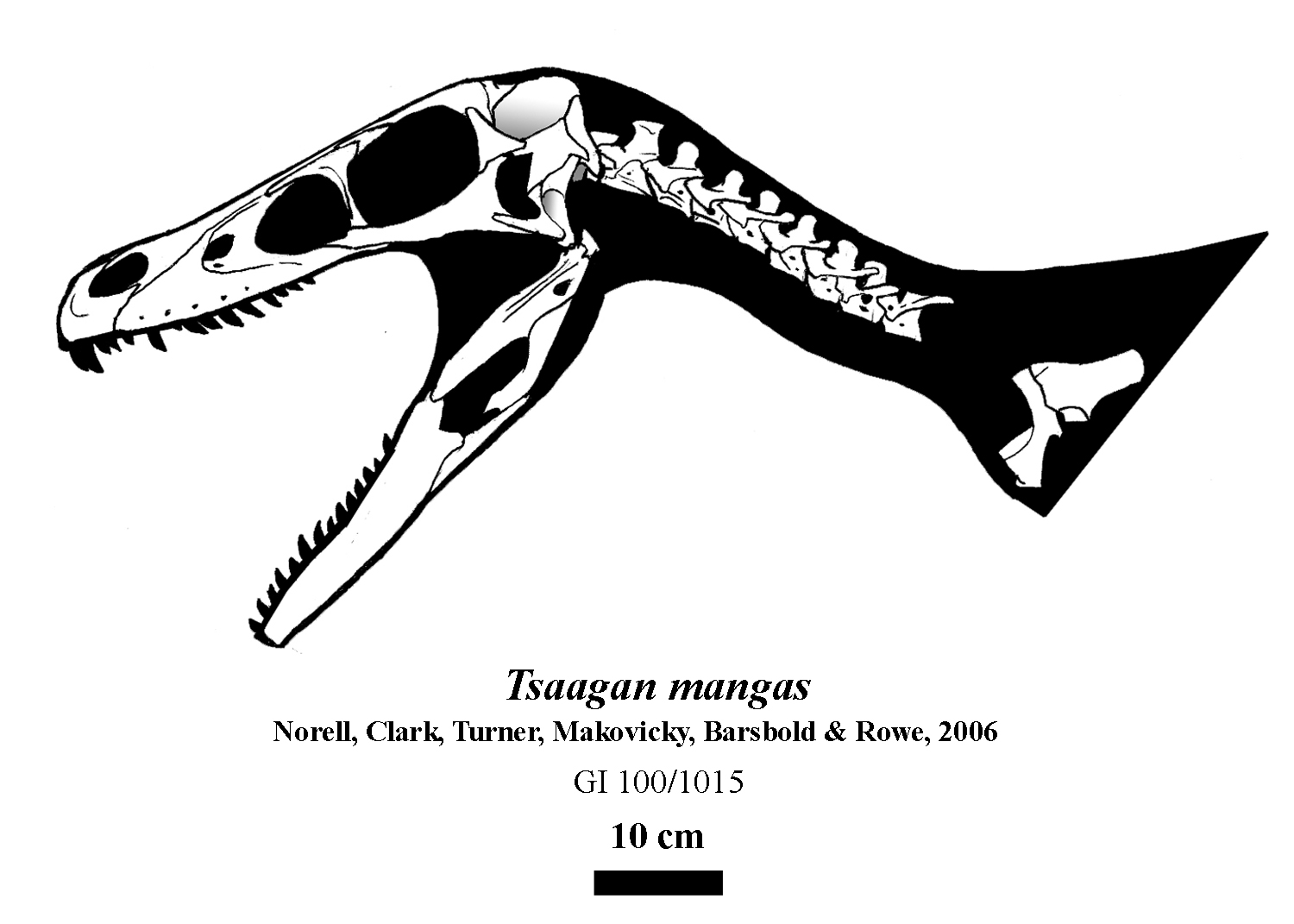
A Tsaagan megtalált csontjai alapján készült rajz

## Fordítás
- Ez a szócikk részben vagy egészben  a   Tsaagan című angol Wikipédia-szócikk ezen változatának fordításán alapul.  Az eredeti cikk szerkesztőit annak laptörténete sorolja fel. Ez a jelzés csupán a megfogalmazás eredetét és a szerzői jogokat jelzi, nem szolgál a cikkben szereplő információk forrásmegjelöléseként.